# Khusniddin Norbekov
Khusniddin Norbekov (Navoiy, 23 maggio 1987) è un atleta paralimpico uzbeko specializzato nel getto del peso e nel lancio del giavellotto e classificato F35.

## Biografia
Inizia a praticare l'atletica leggera nel 2008 e nel 2010 prende parte alla prima edizione dei Giochi para-asiatici di Guangzhou, dove conquista la medaglia d'argento nel getto del peso F37-38. L'anno successivo si classifica quinto e ottavo rispettivamente nel lancio del disco e getto del peso F37-38 ai campionati mondiali paralimpici di Christchurch 2011.
Nel 2012 prende parte ai Giochi paralimpici di Londra classificandosi quarto nel lancio del disco F37-38 e undicesimo nel getto del peso F37-38. Anche ai mondiali paralimpici di Lione 2013 raggiunge il quarto posto in classifica nel lancio del disco F37-38.
Ai Giochi para-asiatici di Incheon 2014 conquista la medaglia d'oro nel lancio del disco F37 e quella d'argento nel getto del peso F37, mentre ai campionati mondiali paralimpici di Doha 2015 diventa il primo atleta uzbeko a conquistare il titolo iridato: lo fa nel lancio del disco F37, andando anche a conquistare la medaglia di bronzo nel getto del peso F37.
Nel 2016 partecipa alla sua seconda paralimpiade: ai Giochi di Rio de Janeiro ottiene la medaglia di bronzo nel getto del peso F37 e quella d'oro nel lancio del disco F37, dove fa registrare anche il nuovo record mondiale paralimpico con la misura di 59,75 m. Ai mondiali paralimpici di Londra 2017 torna a vestire i panni di campione del mondo del lancio del disco F37 e conquista anche il bronzo nel getto del peso F37.
Dopo la vittoria della medaglia d'oro nel getto del peso F35 ai Giochi para-asiatici di Giacarta, nel 2019 diventa campione del mondo del getto del peso F35 ai campionati mondiali paralimpici di Dubai, infrangendo il record del mondo paralimpico di categoria e portandolo a 17,32 m.
Nel 2021 prende parte ai Giochi paralimpici di Tokyo, dove conquista la medaglia d'oro nel getto del peso F35. Tre anni dopo si ripete alle Paralimpiadi di Parigi.

## Record nazionali
- Getto del peso F35: 17,32 m  ( Dubai, 11 novembre 2019)
- Lancio del disco F35: 59,75 m  ( Rio de Janeiro, 8 settembre 2016)

## Palmarès
| Anno | Manifestazione       | Sede           | Evento                  | Risultato | Prestazione | Note               |
| ---- | -------------------- | -------------- | ----------------------- | --------- | ----------- | ------------------ |
| 2010 | Giochi para-asiatici | Guangzhou      | Getto del peso F37-38   | Argento   | 14,32 m     |                    |
| 2011 | Mondiali paralimpici | Christchurch   | Getto del peso F37-38   | 8º        | 12,25 m     |                    |
| 2011 | Mondiali paralimpici | Christchurch   | Lancio del disco F37-38 | 5º        | 46,59 m     |                    |
| 2012 | Giochi paralimpici   | Londra         | Getto del peso F37-38   | 11º       | 13,03 m     |                    |
| 2012 | Giochi paralimpici   | Londra         | Lancio del disco F37-38 | 4º        | 52,05 m     |                    |
| 2013 | Mondiali paralimpici | Lione          | Lancio del disco F37-38 | 4º        | 50,70 m     |                    |
| 2014 | Giochi para-asiatici | Incheon        | Getto del peso F37      | Argento   | 14,32 m     |                    |
| 2014 | Giochi para-asiatici | Incheon        | Lancio del disco F37    | Oro       | 53,84 m     |                    |
| 2015 | Mondiali paralimpici | Doha           | Getto del peso F37      | Bronzo    | 14,57 m     |                    |
| 2015 | Mondiali paralimpici | Doha           | Lancio del disco F37    | Oro       | 53,81 m     |                    |
| 2016 | Giochi paralimpici   | Rio de Janeiro | Getto del peso F37      | Bronzo    | 15,17 m     |                    |
| 2016 | Giochi paralimpici   | Rio de Janeiro | Lancio del disco F37    | Oro       | 59,75 m     |                    |
| 2017 | Mondiali paralimpici | Londra         | Getto del peso F37      | Argento   | 14,87 m     |                    |
| 2017 | Mondiali paralimpici | Londra         | Lancio del disco F37    | Oro       | 54,73 m     |                    |
| 2018 | Giochi para-asiatici | Giacarta       | Getto del peso F35      | Oro       | 16,35 m     |                    |
| 2019 | Mondiali paralimpici | Dubai          | Getto del peso F35      | Oro       | 17,32 m     |                    |
| 2021 | Giochi paralimpici   | Tokyo          | Getto del peso F35      | Oro       | 16,13 m     |                    |
| 2023 | Mondiali paralimpici | Parigi         | Getto del peso F35      | Oro       | 16,78 m     |                    |
| 2024 | Mondiali paralimpici | Kōbe           | Getto del peso F35      | Oro       | 16,37 m     |                    |
| 2024 | Giochi paralimpici   | Parigi         | Getto del peso F35      | Oro       | 16,82 m     | Record paralimpico |